# Kacau Gomes
Claudja de Oliveira Gomes (Rio de Janeiro, 10 de janeiro de 1977), mais conhecida como Claudja ou ainda Kacau Gomes, é uma atriz, dubladora e cantora brasileira. É conhecida por emprestar sua voz à Mulan nos filmes de mesmo nome, Érica na voz cantada em Barbie as the Princess and the Pauper e Tiana de A Princesa e o Sapo, e além de atuar em diversas telenovelas brasileiras.

## Carreira
Como Cantora
Claudja se formou em canto lírico no Conservatório Brasileiro de Música do Rio de Janeiro e estreou cantando peças de musicais no ano de 1993, tendo o seu primeiro espetáculo: “Os Sinos da Candelária”.
Iniciou sua carreira de sucesso como cantora, utilizando o nome artístico “Claudja”, pela Spotlight Records. Seu single “Brand New Day”, do gênero dance music, estourou em todas as rádios do Brasil e foi tema da novela Quem é Você?, em 1995. A canção chegou ao nº1 das mais tocadas dos clubs cariocas, em março de 1996. Na radio Jovem Pan, o sucesso se repetia, chegando a 5ª posição das mais tocadas.
Em 1997, a Spotlight Records lança a coletânea "Projeto Brasil", uma compilação de dance music que trazia apenas artistas nacionais. A música de Claudja presente neste disco era a inédita "Christmas Time", em que canta com Gottsha e com o grupo Mr. Jam.
Em 1999 assinou com a EMI e passou a adotar o nome artístico “Kacau Gomes”. Seu novo sucesso “Diga”, música de sua própria autoria, foi tema de Malhação, novela da TV Globo.
Fez parte de 4 edicoes do Rock in Rio em 2001 abrindo a Tenda Brasil com o trabalho solo e acompanhando Carlinhos Brown no Palco Mundo, em 2004, e em 2006 acompanhando Ivete Sangalo no Rock in Rio Lisboa, e acompanhando Claudia Leitte no Palco Mundo em 2011.
Entre 1996 e 2008 viajou por todo Brasil e Europa sendo backing vocal de Marisa Monte, Carlinhos Brown, Ed Motta, Marcelo D2 e Fernanda Abreu.
Como Atriz
Participou de algumas novelas e seriados, tais como "Celebridade", "A Diarista", "Casseta & Planeta", "Casos e Acasos", "Pé na Cova" e "Malhação".
Também dublou muitos filmes e desenhos animados, como "Mulan", "Hércules", "O Rei Leão", "A Princesa e o Sapo", "Shrek 2", "O Príncipe do Egito", alguns filmes da "Barbie", entre outros.  No cinema nacional, consta ainda em registros que ela gravou a música do filme “Tainá, Uma Aventura na Amazônia".

## Discografia

### Como "Claudja"
- 1995 - Brand New Day (Single)
- 1997 - Christmas Time (Single)

### Como "Kakau Gomes"
Álbuns de estúdio
| Ano | Info |
| --- | --- |
| 1999 | Kacau Gomes - Lançamento: 14 de junho de 1999 - Formatos: CD, download digital - Gravadora: EMI \| Faixas do álbum \| \| ----------------------------------------------------------------------------------------------------------------------------------------------------------------------------------------------------------------------------------------- \| \| 1. Diga 2. Borra a Minha Boca 3. Viver Sem Você 4. Num Outro Planeta 5. Dois Lados 6. Ritual 7. Brincando de Amar 8. Molhada 9. É Amor que Eu Sinto 10. A Noite Vai Chegar 11. Uma Noite e Nada Mais 12. Me Deixas Louca (Me Vuelve Loco) \| |
| Faixas do álbum | |
| 1. Diga 2. Borra a Minha Boca 3. Viver Sem Você 4. Num Outro Planeta 5. Dois Lados 6. Ritual 7. Brincando de Amar 8. Molhada 9. É Amor que Eu Sinto 10. A Noite Vai Chegar 11. Uma Noite e Nada Mais 12. Me Deixas Louca (Me Vuelve Loco) | |

Singles
| Ano  | Título           | Álbum       |
| ---- | ---------------- | ----------- |
| 1999 | "Viver Sem Você" | Kacau Gomes |
| 1999 | "Diga"           | Kacau Gomes |

Canções em trilhas sonoras
| Canção                            | Ano  | Artista(s) | Trabalho                                       | Personagem       |
| --------------------------------- | ---- | --- | ---------------------------------------------- | ---------------- |
| "O Que Passou I"                  | 1997 | Rosa Marya Colin, Kacau Gomes, Marya Bravo, Sabrina Korgut & Kiara Sasso                                                                       | Hércules                                       | Calíope          |
| "O Que Passou II"                 | 1997 | Rosa Marya Colin, Kacau Gomes, Marya Bravo, Sabrina Korgut & Kiara Sasso                                                                       | Hércules                                       | Calíope          |
| "O Que Passou III"                | 1997 | Rosa Marya Colin, Kacau Gomes, Marya Bravo, Sabrina Korgut & Kiara Sasso                                                                       | Hércules                                       | Calíope          |
| "De Zero a Herói"                 | 1997 | Rosa Marya Colin, Kacau Gomes, Marya Bravo, Sabrina Korgut & Kiara Sasso                                                                       | Hércules                                       | Calíope          |
| "Não Direi"                       | 1997 | Kika Tristão, Rosa Marya Colin, Kacau Gomes, Marya Bravo, Sabrina Korgut & Kiara Sasso                                                         | Hércules                                       | Calíope          |
| "Brilhou no Céu (Parte I)"        | 1997 | Rosa Marya Colin, Kacau Gomes, Marya Bravo, Sabrina Korgut & Kiara Sasso                                                                       | Hércules                                       | Calíope          |
| "Brilhou no Céu"                  | 1997 | Rosa Marya Colin, Kacau Gomes, Marya Bravo, Sabrina Korgut & Kiara Sasso                                                                       | Hércules                                       | Calíope          |
| "Canção dos Gatos Siameses"       | 1997 | Kacau Gomes & Marya Bravo | A Dama e o Vagabundo                           | Si               |
| "Honrar a Todas Nós"              | 1998 | Aline Cabral, Deina Melgaço, Fernanda Capelli, Kacau Gomes, Kika Tristão, Márcia Coutinho, Nadia Daltro & Selma Lopes                          | Mulan                                          | Fa Mulan         |
| "Imagem"                          | 1998 | Kacau Gomes | Mulan                                          | Fa Mulan         |
| "Não Vou Desistir de Nenhum"      | 1998 | Claudio Galvan, Deco Fiori, Isaac Bardavid, Kacau Gomes & Marco Rodrigo                                                                        | Mulan                                          | Fa Mulan         |
| "Alguém Pra Quem Voltar"          | 1998 | Deco Fiori, Isaac Bardavid, Isaac Schneider, Kacau Gomes & Marco Rodrigo                                                                       | Mulan                                          | Fa Mulan         |
| "Milagres São Reais"              | 1998 | Solistas: Kika Tristão & Kacau Gomes Coro: Aline Cabral, Augusto Caruso, Deco Fiori, Juliana Franco, Lorena Espina, Maurício Luz, Nadja Daltro | O Príncipe do Egito                            | Miriam           |
| "Com o Nosso Amor (Título Final)" | 1999 | Xico Pupo & Kacau Gomes | O Rei Leão 2: O Reino de Simba                 | —                |
| "Nunca Imaginei Gostar Assim"     | 2001 | Kacau Gomes & Marcus Menna | A Dama e o Vagabundo 2 - As Aventuras de Banzé | Angel            |
| "Com Você"                        | 2001 | Kacau Gomes, Marcus Menna, Naná Tribuzzy & Xico Pupo                                                                                           | A Dama e o Vagabundo 2 - As Aventuras de Banzé | Angel            |
| "Primeira Lição"                  | 2004 | Alessandra Verney, Kacau Gomes, Kiara Sasso, Christiane Monteiro, Lina Mendes, Nanná Tribuzy & Shabella Trindade                               | Mulan 2: A Lenda Continua                      | Fa Mulan         |
| "Livre"                           | 2004 | Sylvia Salustti & Kacau Gomes | Barbie em A Princesa e a Plebéia               | Erika            |
| "Se Ouvir o Coração (Prólogo)"    | 2004 | Kacau Gomes | Barbie em A Princesa e a Plebéia               | Erika            |
| "Eu Sou Igual a Você"             | 2004 | Sylvia Salustti & Kacau Gomes | Barbie em A Princesa e a Plebéia               | Erika            |
| "Como Ser uma Princesa"           | 2004 | Felipe Grinnan & Kacau Gomes | Barbie em A Princesa e a Plebéia               | Erika            |
| "Seu Miau é tão Legal"            | 2004 | Kacau Gomes | Barbie em A Princesa e a Plebéia               | Erika            |
| "Um Verdadeiro Amor"              | 2004 | Kacau Gomes & Bruno Miguel | Barbie em A Princesa e a Plebéia               | Erika            |
| "Como Ser uma Princesa (Reprise)" | 2004 | Kacau Gomes | Barbie em A Princesa e a Plebéia               | Erika            |
| "Se Ouvir o Coração"              | 2004 | Sylvia Salustti & Kacau Gomes | Barbie em A Princesa e a Plebéia               | Erika            |
| "Chama Liga"                      | 2005 | Kacau Gomes | Kim Possible - O Drama do Amor                 | Kim Possible     |
| "Alguém pra mim"                  | 2005 | Kacau Gomes | Kim Possible - O Drama do Amor                 | Kim Possible     |
| "Afinal é Você" ("Could It Be")   | 2005 | Kacau Gomes | Kim Possible - O Drama do Amor                 | Kim Possible     |
| "O Amor é Para Camponeses"        | 2007 | Kacau Gomes | Barbie em A Princesa da Ilha                   | Princesa Luciana |
| "A Nossa Canção"                  | 2008 | Jullie e Kacau Gomes | Barbie e o Castelo de Diamante                 | Teresa / Alexa   |
| "Lá Em Nova Orleans (Prólogo)"    | 2009 | Kacau Gomes | A Princesa e o Sapo                            | Tiana            |
| "Quase Lá"                        | 2009 | Kacau Gomes | A Princesa e o Sapo                            | Tiana            |
| "Lá Em Nova Orleans (Finale)"     | 2009 | Kacau Gomes | A Princesa e o Sapo                            | Tiana            |

Outras aparições em trilhas sonoras
- Voz adicional em José - O Rei dos Sonhos de 2000.

## Dublagens (voz falada)
- Calíope - Hércules
- Tiana - A Princesa e o Sapo e Princesinha Sofia
- Mulan - Mulan, Mulan II, Princesinha Sofia e WiFi Ralph
- Ming-Na em Mulan (2020)
- Radha Blank em The 40-Year-Old Version
- Dra.  Lillie Carter-Grant - O Mundo de Karma

## Televisão
| Ano  | Título              | Personagem | Ref.             |
| ---- | ------------------- | ---------- | ---------------- |
| 2014 | Malhação Casa Cheia | Babette    | [ 6 ]            |
| 2019 | Sob Pressão         | Cissa      | Temp. 3 / ep. 11 |
| 2019 | Amor de Mãe         | Lucimara   | [ 7 ]            |
| 2021 | Gênesis             | Selemina   | [ 8 ]            |